# Bartholomäus Hoeneke
Bartholomäus Hoeneke (raramente escrito como Bartholomeus Hoeneke) foi um padre que viveu no século XIV e autor da crônica rimada mais jovem da Livônia.

## Carreira
Hoeneket é mencionado por Johann Renner na Crônica da Livônia no século XVI, onde ele é descrito como o autor de um padre e uma crônica que mais tarde se tornou a crônica rimada mais jovem da Livônia. De acordo com Konstantin Höhlbaum, Hoeneke era um padre servindo no oficial de justiça de Järva, que escreveu sua crônica em baixo alemão com o objetivo de continuar o trabalho do autor da crônica rimada mais antiga da Livônia. No entanto, muitos outros (incluindo Sulev Vahtre ) o consideram capelão de três consecutivos Mestres da Ordem da Livônia do século XIV (Eberhard von Monheim, Burchard von Dreileben, Goswin von Herike). No entanto, Anti Selart ressalta que as opiniões expressas sobre o autor da crônica rimada são apenas especulações. Se Hoeneke era um capelão de longa data dos mestres da Ordem, Selart achava que seu nome poderia aparecer em alguns documentos modernos. Excertos recentes do texto, que alguns autores consideram fragmentos de uma crônica rimada mais jovem, mostram que seu texto pode ter sido escrito não em baixo alemão, mas em alemão do centro-leste.

## Publicações
- Die jüngere livländische Reimchronik des Bartholomäus Hoeneke. 1315–1348. Herausgegeben von Konstantin Höhlbaum. Duncker & Humblot, Leipzig 1872.
- Liivimaa noorem riimkroonika. (1315–1348). Herausgegeben von Sulev Vahtre. Eesti Riiklik Kirjastus, Tallinn 1960.